# Llista d'objectes NGC (1000-1999)
Aquesta és una llista d'objectes 1000-1999 del New General Catalogue (NGC). El catàleg astrònomic comprèn principalment cúmuls estel·lars, nebuloses, i galàxies. Altres objectes del catàleg es poden trobar en les subpàgines de la llista d'objectes NGC. La informació sobre les constel·lacions d'aquestes taules és presa de The Complete New General Catalogue and Index Catalogue of Nebulosae and Estrella Clusters by J. L. E. Dreyer, al que s'ha accedit fent servir el VizieR Service. Els tipus de galàxies s'han identificat fent servir la NASA/IPAC Extragalactic Database. La resta de dades d'aquestes taules són de SIMBAD Astronomical Database llevat que s'indiqui el contrari.

## 1000-1099
| Número del NGC | Noms alternatius       | Tipus d'objecte            | Constel·lació | Ascensió recta (J2000) | Declinació (J2000) | Magnitud aparent |
| -------------- | ---------------------- | -------------------------- | ------------- | ---------------------- | ------------------ | ---------------- |
| 1000           |                        | Galàxia                    | Andròmeda     | 02h 38m 49.7s          | +41° 27′ 35″       | 15.6             |
| 1001           |                        | Galàxia                    | Andròmeda     | 02h 39m 12.6s          | +41° 40′ 18″       | 14.7             |
| 1002           |                        | Galàxia espiral barrada    | Perseus       | 02h 38m 55.6s          | +34° 37′ 20″       | 13.94            |
| 1003           |                        | Galàxia espiral            | Perseus       | 02h 39m 16.9s          | +40° 52′ 20″       | 12               |
| 1004           |                        | Galàxia espiral            | Cetus         | 02h 37m 41.8s          | +1° 58′ 31″        | 13.71            |
| 1005           |                        | Galàxia                    | Andròmeda     | 02h 39m 29.2s          | +41° 29′ 20″       | 14.7             |
| 1006           |                        | Galàxia espiral barrada    | Cetus         | 02h 37m 34.8s          | −11° 01′ 30″       | 14.50            |
| 1007           |                        | Galàxia                    | Cetus         | 02h 37m 52.2s          | +02° 09′ 22″       | 15.70            |
| 1008           |                        | Galàxia espiral            | Cetus         | 02h 37m 55.3s          | +02° 04′ 47″       | 14.63            |
| 1009           |                        | Galàxia espiral            | Cetus         | 02h 38m 19.1s          | +02° 18′ 36″       | 15.21            |
| 1010           | El mateix que NGC 1006 | Galàxia espiral barrada    | Cetus         | 02h 37m 34.8s          | −11° 01′ 30″       | 14.50            |
| 1011           |                        | Galàxia espiral            | Cetus         | 02h 37m 38.9s          | −11° 00′ 20″       | 13.3R            |
| 1012           |                        | Galàxia espiral-el·líptica | Aries         | 02h 39m 14.9s          | +30° 09′ 06″       | 13.00            |
| 1013           |                        | Galàxia                    | Cetus         | 02h 37m 50.5s          | −11° 30′ 26″       | 14.97            |
| 1032           |                        | Galàxia espiral            | Cetus         | 02h 39m 23.6s          | +01° 05′ 38″       | 12.64            |
| 1039           | Messier 34             | Cúmul obert                | Perseus       | 02h 42m                | +42° 46′           | 5.4              |
| 1042           |                        | Galàxia espiral            | Cetus         | 02h 40m 23.6s          | −08° 25′ 59″       | 12.1             |
| 1049           |                        | Cúmul globular             | Fornax        | 02h 39m 52.5s          | −34° 16′ 08″       | 13.6             |
| 1055           |                        | Galàxia espiral            | Cetus         | 02h 41m 45.3s          | +00° 26′ 32″       | 12.5             |
| 1068           | Messier 77             | Galàxia espiral            | Cetus         | 02h 42m 40.8s          | −00° 00′ 48″       | 8.9              |
| 1073           |                        | Galàxia espiral            | Cetus         | 02h 43m 40.6s          | +01° 22′ 34″       | 12.5             |
| 1087           |                        | Galàxia espiral            | Cetus         | 02h 46m 25.3s          | −00° 29′ 56″       | 11.4             |
| 1090           |                        | Galàxia espiral            | Cetus         | 02h 46m 33.7s          | −00° 14′ 49″       | 12.8             |
| 1097           |                        | Galàxia espiral            | Fornax        | 02h 46m 19.0s          | −30° 16′ 29″       | 10.2             |

## 1100-1199
| Número del NGC | Noms alternatius       | Tipus d'objecte       | Constel·lació | Ascensió recta (J2000) | Declinació (J2000) | Magnitud aparent |
| -------------- | ---------------------- | --------------------- | ------------- | ---------------------- | ------------------ | ---------------- |
| 1111           |                        | Galàxia lenticular    | Aries         | 02h 49m 50.7s          | +13° 08′ 43″       |                  |
| 1128           |                        | Galàxia espiral       | Cetus         | 02h 57m 42.6s          | +06° 01′ 05″       | 15.5             |
| 1142           | (Duplicat de NGC 1144) | Galàxia en interacció | Cetus         | 02h 55m 12.3s          | −00° 11′ 02″       | 13.2             |
| 1144           |                        | Galàxia en interacció | Cetus         | 02h 55m 12.3s          | −00° 11′ 02″       | 13.2             |
| 1156           |                        | Galàxia irregular     | Aries         | 02h 59m 42.3s          | +25° 14′ 15″       | 12.0             |
| 1187           |                        | Galàxia espiral       | Eridanus      | 03h 02m 37.4s          | −22° 52′ 02″       | 11.4             |
| 1190           |                        | Galàxia lenticular    | Eridanus      | 03h 03m 26.4s          | −15° 39′ 45″       | 15.3             |

## 1200-1299
| Número del NGC | Noms alternatius | Tipus d'objecte         | Constel·lació | Ascensió recta (J2000) | Declinació (J2000) | Magnitud aparent |
| -------------- | ---------------- | ----------------------- | ------------- | ---------------------- | ------------------ | ---------------- |
| 1215           |                  | Galàxia espiral         | Eridanus      | 03h 07m 09.5s          | −09° 35′ 35″       | 14               |
| 1232           |                  | Galàxia espiral         | Eridanus      | 03h 09m 45.4s          | −20° 34′ 45″       | 10.7             |
| 1234           | PGC 11813        | Galàxia espiral barrada | Eridanus      | 03h 9m 39.1s           | −07° 50′ 47″       | 15.3g            |
| 1245           |                  | Cúmul obert             | Perseus       | 03h 15m                | +47° 15′           | 9.2              |
| 1253           |                  | Galàxia espiral         | Eridanus      | 03h 14m 09.1s          | −02° 49′ 22″       | 13               |
| 1261           |                  | Cúmul globular          | Horologium    | 03h 12m 15.4s          | −55° 13′ 01″       | 9.8              |
| 1266           |                  | Galàxia lenticular      | Eridanus      | 03h 16m 00.8s          | −02° 25′ 38″       | 14               |
| 1275           | Perseus A        | Galàxia espiral         | Perseus       | 03h 19m 48.2s          | +41° 30′ 42″       | 13.1             |
| 1291           |                  | Galàxia espiral         | Eridanus      | 03h 17m 18.4s          | −41° 06′ 57″       | 9.4              |

## 1300-1399
| Número del NGC | Noms alternatius       | Tipus d'objecte     | Constel·lació | Ascensió recta (J2000) | Declinació (J2000) | Magnitud aparent |
| -------------- | ---------------------- | ------------------- | ------------- | ---------------------- | ------------------ | ---------------- |
| 1300           |                        | Galàxia espiral     | Eridanus      | 03h 19m 40.8s          | −19° 24′ 40″       | 11.2             |
| 1309           |                        | Galàxia espiral     | Eridanus      | 03h 22m 06.5s          | −15° 24′ 02″       | 12.1             |
| 1310           |                        | Galàxia espiral     | Fornax        | 03h 21m 03.5s          | −37° 06′ 07″       | 12.5             |
| 1313           |                        | Galàxia espiral     | Reticulum     | 03h 18m 15.4s          | −66° 29′ 50″       | 9.4              |
| 1316           | Fornax A               | Galàxia lenticular  | Fornax        | 03h 22m 41.5s          | −37° 12′ 34″       | 9.7              |
| 1317           | Fornax B               | Galàxia espiral     | Fornax        | 03h 22m 44.8s          | −37° 06′ 01″       | 11.9             |
| 1318           | (Duplicat de NGC 1317) | Galàxia espiral     | Fornax        | 03h 22m 44.8s          | −37° 06′ 01″       | 11.9             |
| 1333           |                        | Nebulosa difusa     | Perseus       | 03h 29m 02s            | +31° 21′           | 10.9             |
| 1337           |                        | Galàxia espiral     | Eridanus      | 03h 28m 06.0s          | −08° 23′ 18″       | 12.5             |
| 1350           |                        | Galàxia espiral     | Fornax        | 03h 31m 08.1s          | −33° 37′ 43″       | 11.5             |
| 1357           |                        | Galàxia espiral     | Eridanus      | 03h 33m 17.0s          | −13° 39′ 48″       | 12.4             |
| 1358           |                        | Galàxia espiral     | Eridanus      | 03h 33m 39.7s          | −05° 05′ 22″       | 14               |
| 1359           |                        | Galàxia irregular   | Eridanus      | 03h 33m 47.7s          | −19° 29′ 31″       | 13.0             |
| 1360           |                        | Nebulosa planetària | Fornax        | 03h 33m 14.6s          | −25° 52′ 18″       | 11.0             |
| 1361           |                        | Galàxia espiral     | Eridanus      | 03h 34m 17.8s          | −06° 15′ 54″       | 13.8             |
| 1362           |                        | Galàxia lenticular  | Eridanus      | 03h 33m 53.1s          | −20° 16′ 58″       | 14.2             |
| 1363           |                        | Galàxia             | Eridanus      | 03h 34m 53.4s          | −09° 52′ 38″       |                  |
| 1364           |                        | Galàxia             | Eridanus      | 03h 34m 58.8s          | −09° 50′ 19″       | 15.4             |
| 1365           |                        | Galàxia espiral     | Fornax        | 03h 33m 36.3s          | −36° 08′ 28″       | 10.3             |
| 1377           |                        | Galàxia lenticular  | Eridanus      | 03h 36m 39.0s          | −20° 54′ 06″       | 13.8             |
| 1381           |                        | Galàxia lenticular  | Fornax        | 03h 36m 31.8s          | −35° 17′ 48″       | 12.3             |
| 1399           |                        | Galàxia espiral     | Fornax        | 03h 38m 29.3s          | −35° 27′ 01″       | 10.3             |

## 1400-1499
| Número del NGC | Noms alternatius                                  | Tipus d'objecte       | Constel·lació | Ascensió recta (J2000) | Declinació (J2000) | Magnitud aparent |
| -------------- | ------------------------------------------------- | --------------------- | ------------- | ---------------------- | ------------------ | ---------------- |
| 1400           |                                                   | Galàxia lenticular    | Eridanus      | 03h 39m 30.7s          | −18° 41′ 18″       | 12.3             |
| 1404           |                                                   | Galàxia espiral       | Fornax        | 03h 38m 52.2s          | −35° 35′ 42″       | 10.9             |
| 1409           |                                                   | Galàxia en interacció | Taurus        | 03h 41m 10.4s          | −01° 18′ 09″       | 14.7             |
| 1410           |                                                   | Galàxia en interacció | Taurus        | 03h 41m 10.8s          | −01° 17′ 56″       | 14               |
| 1427           |                                                   | Galàxia espiral       | Fornax        | 03h 42m 19.3s          | −35° 23′ 41″       | 11.8             |
| 1427A          |                                                   | Galàxia irregular     | Fornax        | 03h 40m 09.4s          | −35° 37′ 46″       | 14.2             |
| 1432           | Nebulosa Maia (localitzada amb les Plèiades)      | Nebulosa difusa       | Taurus        | 03h 46m                | +24°               |                  |
| 1435           | Nebulosa de Merope (localitzada amb les Plèiades) | Nebulosa difusa       | Taurus        | 03h 46m                | +24°               | 13               |
| 1482           |                                                   | Galàxia lenticular    | Eridanus      | 03h 54m 38.9s          | −20° 30′ 08″       | 13.3             |
| 1491           |                                                   | Nebulosa difusa       | Perseus       | 04h 03m 21s            | +51° 18.9′ 11.3″   |                  |
| 1499           | Nebulosa de Califòrnia                            | Nebulosa difusa       | Perseus       | 04h 03m 18s            | +36° 25′           | 4.1              |

## 1500-1599
| Número del NGC | Noms alternatius | Tipus d'objecte        | Constel·lació  | Ascensió recta (J2000) | Declinació (J2000) | Magnitud aparent |
| -------------- | ---------------- | ---------------------- | -------------- | ---------------------- | ------------------ | ---------------- |
| 1500           |                  | Galàxia lenticular     | Dorado         | 03h 58m 14.0s          | −52° 19′ 44″       | 15.2             |
| 1501           |                  | Nebulosa planetària    | Camelopardalis | 04h 06m 59.2s          | +60° 55′ 14″       | 15.2             |
| 1502           |                  | Cúmul obert            | Camelopardalis | 04h 08m                | +62° 20′           | 7.5              |
| 1510           |                  | Galàxia lenticular     | Horologium     | 04h 03m 32.4s          | −43° 24′ 03″       | 13.5             |
| 1511           |                  | Galàxia espiral        | Hydrus         | 03h 59m 35.7s          | −67° 38′ 06″       | 12.1             |
| 1512           |                  | Galàxia espiral        | Horologium     | 04h 03m 54.3s          | −43° 20′ 56″       | 11.5             |
| 1513           |                  | Cúmul obert            | Perseus        | 04h 11m                | +49° 31′           | 8.7              |
| 1514           |                  | Nebulosa planetària    | Taurus         | 04h 09m 17.0s          | +30° 46′ 33″       | 10.0             |
| 1515           |                  | Galàxia espiral        | Dorado         | 04h 04m 02.9s          | −54° 06′ 10″       | 11.83            |
| 1530           |                  | Galàxia espiral        | Camelopardalis | 04h 23m 27.0s          | +75° 17′ 46″       | 13.4             |
| 1531           |                  | Galàxia lenticular     | Eridanus       | 04h 11m 59.2s          | −32° 51′ 03″       | 12.9             |
| 1532           |                  | Galàxia espiral        | Eridanus       | 04h 12m 04.3s          | −32° 52′ 27″       | 10.7             |
| 1533           |                  | Galàxia lenticular     | Dorado         | 04h 09m 51.5s          | −56° 07′ 10″       | 11.9             |
| 1534           |                  | Galàxia espiral        | Reticulum      | 04h 08m 46.0s          | −62° 47′ 45″       | 12               |
| 1535           |                  | Nebulosa planetària    | Eridanus       | 04h 14m 15.8s          | −12° 44′ 22″       | 11.6             |
| 1553           | PGC 14765        | Galàxia lenticular     | Dorado         | 04h 16m 10.5s          | −55° 46′ 49″       | 10.3             |
| 1555           | Nebulosa de Hind | Objecte de Herbig-Haro | Taurus         | 04h 21m 57.1s          | +19° 32′ 07″       |                  |
| 1559           |                  | Galàxia espiral        | Reticulum      | 04h 17m 37.3s          | −62° 47′ 03″       | 10.9             |
| 1560           |                  | Galàxia espiral        | Camelopardalis | 04h 32m 47.7s          | +71° 52′ 46″       | 12.1             |
| 1566           |                  | Galàxia espiral        | Dorado         | 04h 20m 00.6s          | −54° 56′ 17″       | 10.2             |
| 1567           |                  | Galàxia lenticular     | Caelum         | 04h 21m 09.0s          | −48° 15′ 17″       |                  |
| 1568           |                  | Galàxies en interacció | Eridanus       | 04h 24m 25.4s          | −00° 44′ 48″       | 14.9             |
| 1569           |                  | Galàxia irregular      | Camelopardalis | 04h 30m 49.3s          | +64° 50′ 53″       | 11.8             |
| 1579           |                  | Nebulosa difusa        | Perseus        | 04h 30m 09.5s          | +35° 16′ 19″       |                  |

## 1600-1699
| Número del NGC | Noms alternatius | Tipus d'objecte | Constel·lació | Ascensió recta (J2000) | Declinació (J2000) | Magnitud aparent |
| -------------- | ---------------- | --------------- | ------------- | ---------------------- | ------------------ | ---------------- |
| 1637           |                  | Galàxia espiral | Eridanus      | 04h 41m 28.1s          | −02° 51′ 29″       | 11.2             |
| 1672           |                  | Galàxia espiral | Dorado        | 04h 45m 42.1s          | −59° 14′ 56″       | 11.0             |

## 1700-1799
| Número del NGC | Noms alternatius                        | Tipus d'objecte    | Constel·lació | Ascensió recta (J2000) | Declinació (J2000) | Magnitud aparent |
| -------------- | --------------------------------------- | ------------------ | ------------- | ---------------------- | ------------------ | ---------------- |
| 1700           |                                         | Galàxia espiral    | Eridanus      | 04h 56m 56.3s          | −04° 51′ 52″       | 12               |
| 1705           |                                         | Galàxia lenticular | Pictor        | 04h 54m 13.7s          | −53° 21′ 40″       | 12.8             |
| 1714           | (Localitzat al Gran Núvol de Magalhães) | Cúmul obert        | Dorado        | 04h 52m 08.4s          | −66° 55′ 23″       | 11.5             |
| 1715           | (Localitzat al Gran Núvol de Magalhães) | Nebulosa difusa    | Dorado        | 04h 52m 10s            | −66° 54′           |                  |
| 1725           |                                         | Galàxia lenticular | Eridanus      | 04h 59m 22.9s          | −11° 07′ 58″       | 13               |
| 1784           |                                         | Galàxia espiral    | Lepus         | 05h 05m 26.7s          | −11° 52′ 21″       | 12               |
| 1788           |                                         | Nebulosa difusa    | Orion         | 05h 06m 54s            | −03° 21′           | 5.8              |

## 1800-1899
| Número del NGC | Noms alternatius                        | Tipus d'objecte | Constel·lació | Ascensió recta (J2000) | Declinació (J2000) | Magnitud aparent |
| -------------- | --------------------------------------- | --------------- | ------------- | ---------------------- | ------------------ | ---------------- |
| 1808           |                                         | Galàxia espiral | Columba       | 05h 07m 42.3s          | −37° 30′ 46″       | 10.7             |
| 1818           |                                         | Cúmul globular  | Dorado        | 05h 04m 13.8s          | −66° 26′ 02″       | 9.7              |
| 1850           | (Localitzat al Gran Núvol de Magalhães) | Cúmul obert     | Dorado        | 05h 08m 45.8s          | −68° 45′ 39″       | 8.8              |
| 1851           |                                         | Cúmul globular  | Columba       | 05h 14m 06.3s          | −40° 02′ 50″       | 8.8              |
| 1857           |                                         | Cúmul obert     | Auriga        | 05h 20m                | +39° 21′           | 8.1              |
| 1872           |                                         | Cúmul obert     | Dorado        | 05h 13m 11.7s          | −69° 18′ 45″       | 11.4             |

## 1900-1999
| Número del NGC | Noms alternatius               | Tipus d'objecte        | Constel·lació  | Ascensió recta (J2000) | Declinació (J2000) | Magnitud aparent |
| -------------- | ------------------------------ | ---------------------- | -------------- | ---------------------- | ------------------ | ---------------- |
| 1904           | Messier 79                     | Cúmul globular         | Lepus          | 05h 24m 10.6s          | −24° 31′ 27″       | 9.2              |
| 1907           |                                | Cúmul obert            | Auriga         | 05h 28m 06s            | +35° 20′           | 8.9              |
| 1912           | Messier 38                     | Cúmul obert            | Auriga         | 05h 28m 43s            | +35° 51′           | 6.7              |
| 1931           |                                | Cúmul obert            | Auriga         | 05h 31m 26.6s          | +34° 14′ 58″       | 10.1             |
| 1946           |                                | Cúmul obert            | Dorado         | 05h 25m 15s            | −66° 24′           | 12.7             |
| 1948           |                                | Associació d'estrelles | Dorado         | 05h 24m 20.0s          | −66° 24′ 12″       | 10.8             |
| 1952           | Messier 1; Nubulosa del cranc  | Remanent de supernova  | Taurus         | 05h 34m 32.0s          | +22° 00′ 52″       | 8.4              |
| 1960           | Messier 36                     | Cúmul obert            | Auriga         | 05h 36m 12s            | +34° 08′           | 6.1              |
| 1961           |                                | Galàxia espiral        | Camelopardalis | 05h 42m 05.4s          | +69° 22′ 42″       | 12.2             |
| 1973           |                                | Nebulosa difusa        | Orion          | 05h 35m                | −04° 44′           | 7                |
| 1974           |                                | Cúmul obert            | Dorado         | 05h 27m 59.0s          | −67° 25′ 27″       | 10.3             |
| 1975           |                                | Nebulosa               | Orion          | 05h 35m                | −05° 23′           | 7                |
| 1976           | Messier 42; Nebulosa d'Orió    | Nebulosa difusa        | Orion          | 05h 35m 17.3s          | −05° 23′ 28″       | 5                |
| 1977           |                                | Cúmul obert            | Orion          | 05h 35m 15.0s          | −04° 53′ 12″       | 7                |
| 1978           |                                | Cúmul globular         | Dorado         | 05h 28m 45.0s          | −66° 14′ 14″       | 10.7             |
| 1980           |                                | Cúmul obert            | Orion          | 05h 35m                | −05° 55′           | 2.5              |
| 1981           |                                | Cúmul obert            | Orion          | 05h 35m                | −04° 24′           | 4.2              |
| 1982           | Messier 43; Nebulosa de Mairan | Nebulosa difusa        | Orion          | 05h 35m 31s            | −05° 16′           | 9                |
| 1986           |                                | Cúmul obert            | Mensa          | 05h 27m 37.7s          | −69° 58′ 14″       | 11.3             |
| 1988           |                                | Estrella               | Taurus         | 05h 38m                | +21° 14′           |                  |
| 1992           |                                | Galàxia espiral        | Columba        | 05h 34m 32.0s          | −30° 53′ 46″       |                  |
| 1996           |                                | Cúmul obert            | Taurus         | 05h 38m                | +25° 46′           |                  |
| 1997           |                                | Cúmul obert            | Dorado         | 05h 30m 34s            | −63° 12.2′ 14.3″   |                  |
| 1998           |                                | Galàxia lenticular     | Pictor         | 05h 33m 15.2s          | −48° 41′ 42″       |                  |
| 1999           |                                | Nebulosa difusa        | Orion          | 05h 36m 27s            | −06° 43′           | 9.5              |